# Паскаль Барре
Паскаль Барре  (фр. Pascal Barré, 12 квітня 1959) — французький легкоатлет, олімпійський медаліст.

## Виступи на Олімпіадах
| Олімпіада   | Дисципліна              | Місце |
| ----------- | ----------------------- | ----- |
| Москва 1980 | естафета 4 x 100 метрів | 3     |